# Arvid Trolle (död 1568)

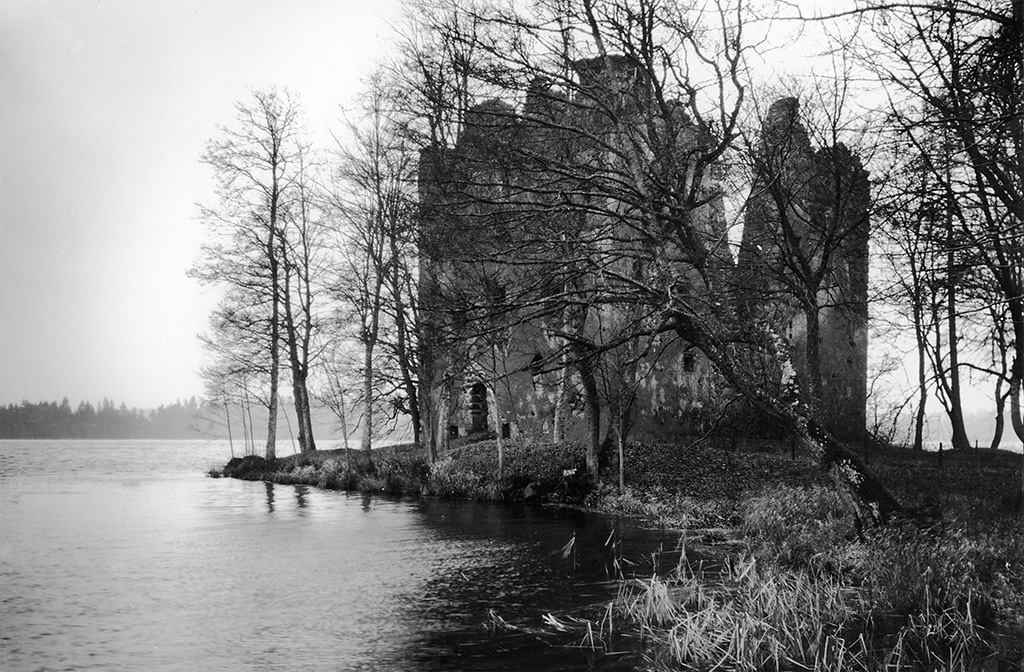
Borgruinen i Bergkvara i Småland.

Arvid Trolle , död 1568 i Bergkvara, var en svensk riddare (1561) och underamiral.

## Biografi
Arvid Trolle var son till Ture Arvidsson Trolle och Magdalena Eriksdotter (Gyllenstierna). 
Han deltog som underamiral i första slaget vid Ölands norra udde den 31 maj 1564 under Nordiska sjuårskriget. Han var den siste manlige medlemmen av den släktgren, som kvarstannat i Sverige.